# Benito Socarrás y Agüero
Benito Socarrás y Agüero (fl. 1688-1725) fue un corsario español del siglo XVIII, mejor conocido en las fuentes extranjeras por su nombre de guerra Don Benito. Fue un prolífico representante de los corsarios guardacostas españoles.

## Biografía
Nacido en año desconocido, se sabe que estaba activo en 1725 al mando del navío San Francisco de la Vega. Su tripulación era de gran variedad, incluyendo no sólo españoles, sino también irlandeses, ingleses y franceses que habían entregado sus servicios al rey Felipe V de España, como su propio socio al mando del barco, el irlandés Richard Holland. Entre sus ingleses había algunos veteranos de los buques piratas de Edward England y John Taylor, que habían cambiado de bando probablemente al entregarse Taylor a las autoridades panameñas a cambio de indulto y patente de corso hispánica.
Desde sus bases en Cuba y Santo Domingo, Socarrás llegó a operar hasta la bahía de Chesapeake. Allí capturó en junio de 1724 el barco negrero John and Mary, junto con el Prudent Hannah y el Dolphin, quedándose con todas sus mercancías, oro y esclavos. Les persiguió la nave de guerra Enterprise, pero ésta sólo lograron coger la John and Mary, que Socarrás mandó llenar de prisioneros y dejar atrás antes de escapar. Poco después, sin embargo, los prisioneros de la Prudent Hannah se liberaron y huyeron con el barco, tomando de rehenes varios corsarios que fueron ahorcados en Nueva York.
La carrera de Socarrás duró más de 30 años, desde el comienzo de la guerra del rey Guillermo en 1688 hasta al menos 1725.